# Llansteffan
Llansteffan (autrefois appelé aussi Llanstephan) est un village de la côte du Carmarthenshire, au sud-ouest du pays de Galles. Il se situe sur la rive ouest de l'estuaire de la River Tywi, à quelque 11 km de Carmarthen, principale ville du comté, et du village de Ferryside sur l'autre rive.

## Description et histoire
Le nom du village signifie l'enclos de l'église dédiée à saint Stéphane (en gallois: Ystyffan).
La paroisse de Llansteffan consistait autrefois en deux villages très distincts avec deux églises séparées : Llansteffan à côté de l'estuaire et Llanybri au sommet de la colline, à l'intérieur des terres.
L'église de Saint-Ystyffan est un monument historique dit grade II*, monument inscrit (listed building).
Entre le château et le village se trouve Plas Llanstephan, l'ancienne résidence de Lord Kylsant qui est aussi un monument historique de grade II*, bâtiment inscrit.
Le poète Dylan Thomas avait de la famille à Llansteffan. Le triangle formé par Llangynog, Llangain et Llansteffan constitue la « vallée-souche » de Thomas (breeding-box valley), comme il l'a dit un jour. La famille de sa mère, les Williams, habitait dans ce triangle, dans des fermes telles que Waunfwlchan, Llwyngwyn, Maesgwyn et Penycoed,.
Llansteffan a été l'un des deux villages impliqués dans une expérimentation pour le passage à la télévision numérique en 2005, quand la région a testé le passage de l'analogique au numérique au Royaume-Uni.

## Le château de Llansteffan
Le château de Llansteffan, construit par les Normands au XIIe siècle, se tient au-dessus du village sur un promontoire commandant le passage de l'estuaire. Le village et le château étaient un relais important pour la route des Normands de Glamorgan à Pembroke, via Kidwelly.